# مارلون دوران
مارلون دوران (بالإنجليزية: Marlon Duran)‏ هو لاعب كرة قدم أمريكي، ولد في 25 يناير 1992 في دانكنفيل في الولايات المتحدة. شارك مع منتخب الولايات المتحدة تحت 17 سنة لكرة القدم. أما مع النوادي، فقد لعب مع نادي أكويلا.

## وصلات خارجية
- مارلون دوران على موقع الاتحاد الدولي (مؤرشف)  (الإنجليزية)
- مارلون دوران على موقع قاعدة بيانات كرة القدم.إي يو (الإنجليزية)